# AdamLilith
AdamLilith（アダムリリス）は、日本の4人組女性アイドルグループ。imaginateが展開する女性アイドルプロジェクトHEROINESに所属している。
HEROINESの新アイドルグループプロジェクトとして2022年に発足。オーディションによるメンバー募集を経て同年10月25日にデビューした。略称はアダムス。

## 結成経緯と特色

### 「鼓動」プロジェクト
HEROINES創立グループである悲撃のヒロイン症候群の活動終了後、ソロ活動を行っていた元メンバー夜宵 やむ（やよい やむ）を中心とする新アイドルグループプロジェクト「鼓動」が2022年3月5日に始動。オーディションによるメンバー募集が行われ、合格者として三木 零（みき れい）、都 ユナ（みやこ ゆな）が加入した。
さらに当時BLK LiLiYのメンバーとして活動していた響羽 凛瞳（おとは りず）が兼任メンバーとして合流し、4人組グループ「AdamLilith」としてデビューすることとなった。
なお、「鼓動」オーディションの候補者からは後に屑紫 つみき（くずし つみき）・紅守 ある（こもり ある）の2名がガガピエロに、雅 なぎ（みやび なぎ）がTENRINに加入しており、「鼓動同期」と通称される。

### グループ名について
Adam（アダム）は旧約聖書で創造主により作られた最初の人間（男性）とされる人物の名前である。一方でLilith(リリス)はユダヤの民間伝説における女性の悪魔の名前であり、伝承にはアダムの最初の妻であるとするものもある。
ライブで使用している登場SEのナレーションではこれらの神話や伝承に由来するグループコンセプトが語られている。

### コンセプト・音楽性について
楽曲はメタルコア、シャッフル、EDMなどのジャンルにまたがりつつゴシック・ダークなトーンで統一されており、歌詞においては禁断の果実や般若心経などの神話・宗教モチーフを扱っている。
楽曲制作においては特定のコンポーザーを置いておらず、加えて作曲者に複数人がクレジットされていたり、作詞者・作曲者と編曲者が異なったりとコライト の方式がとられている。1stアルバム『Adam』発表時点では、同じ座組みで複数作品を提供している作家・作家チームは2組のみである。

### 評価
音楽ライターの冬将軍はAdamLilithを「HEROINES最強の4人組」と称し、歌唱やパフォーマンスの実力について次のように評価している。
“HEROINESで1番スゲー！！”のはAdamLilithだと思います。歌もパフォーマンスもとにかくスゲー。細かいこと抜きに“スゲー！！”、“ウマい”より“強い”、がしっくりくる。（中略）響羽リズさん筆頭に、全員が声量云々以前に“声を遠くまで飛ばす”ことを心得ているんですよね。音楽用語の“フォルテ”は“大きく”ではなく、“強く”なんだよ、と同じ感覚とでもいうか。—冬将軍、「偶像音楽 斯斯然然」125回
また、楽曲『Maddest Love』に対しては、K-POP要素とJ-POP要素による楽曲構成とゴシックな雰囲気の組み合わせについて分析し、「“ゴシック＋EDM”というありそうでなかった、“この手があったか！”と膝を打った1曲だ。」と評価している。

## 来歴

### 2022年
2月25日、New IDOL project「鼓動」の公式アカウントが開設され、プロジェクト詳細発表までのカウントダウンが始まる。
3月5日、「鼓動」プロジェクト始動。
10月25日、デビューライブ『PRIMORDIAL DAY』をVeats Shibuyaにて開催。

### 2023年
5月1日、『AdamLilith First One Man Live「Malum」』を6月2日に開催することを発表。5月8日、夜宵やむのライブ出演一時見合わせに伴い同ワンマンライブを延期することを発表。
8月から9月にかけて、TENRIN、ガガピエロと共に東名阪3都市を回るツアーHEROINES BLACK TOUR 2023『Phantom Mirage』に参加。8月22日名古屋公演（Zephyr Hall）、同23日大阪公演（Banana Hall）、9月2日東京公演（Spotify O-WEST）。「鼓動」オーディション同期5名の所属する3グループが一堂に会する機会となった。
10月5日、全曲ライブ『Malum 〜ワンマン決起集会〜』をSHIBUYA VIDENTにて開催。
10月14日、上述の1stワンマンライブの延期公演であり、デビュー1周年記念となるワンマンライブ『1st Anniversary Live「Malum」』をVeats Shibuyaにて開催。

### 2024年
8月17日から23日にかけて、HEROINESと@JAMのコラボレーションによる@JAM EXPO 2024メインステージ出演権を賭けたファン投票企画「ヒロインズGP」に参加し、最終総合2位タイにランクイン。

9月14日開催の@JAM EXPO 2024にて横浜アリーナのメインステージに出演した。
9月20日、同日時点での全楽曲を収録した1stアルバム『Adam』を配信リリース。
9月22日から10月15日まで、デビュー2周年記念となる東名阪ツアー「AdamLilith 2nd Anniversary Tour『MARIAGE』 」を開催。9月22日大阪公演（Banana Hall）、9月29日名古屋公演（X-HALL -ZEN-）。10月15日、ツアーファイナル東京公演となるデビュー2周年記念ワンマンライブ『MARIAGE』 in TOKYOを渋谷CLUB QUATTROにて開催、チケット完売を達成。同ツアーでは各公演で1曲ずつ、計3曲の新曲が披露された。
10月16日、自身初のミュージックビデオとなる『Mariage』MVをYouTubeで公開した。

## メンバー

### 一覧
| 名前                 | 生年月日               | メンバーカラー | 備考                        |
| -------------------- | ---------------------- | -------------- | --------------------------- |
| 響羽リズ おとは りず | 9月26日                | RED            | リーダー 旧活動名：響羽凛瞳 |
| 都ユナ みやこ ゆな   | 2004年11月18日（20歳） | WHITE          | グループ最年少              |
| 三木零 みき れい     | 10月30日               | BLUE           |                             |
| 夜宵やむ やよい やむ | 12月22日               | PURPLE         | First Member                |

### 響羽リズ
AdamLilithのリーダー。大阪府出身。
2023年5月9日までBLK LiLiY兼任。
2023年5月9日から同9月25日まで、iLiFE!に新メンバーが加入するまでのサポートメンバーとして参加し、活動を兼任。
振付師としての一面を持ち、AdamLilith楽曲の一部を振り付けしている他、HEROINES所属の他グループ、他メンバー（ソロ曲）に振り付けを提供する場合もある。
正式に用意された役職ではないが、「ヒロインズ総監督」と称されることがある。
2023年に行われた「ヒロインズ全メンバーが選ぶヒロインズランキング」では「一番尊敬してる人」で第2位、「一番ダンスが神だと思う人」で第1位、「一番歌が神だと思う人」で第2位にランクインした。

### 都ユナ
愛知県出身。
「鼓動」オーディションに合格し加入。
グループ最年少メンバーである。
オーディション同期の雅なぎは「一番アイドルとしてダンスが上手い」「どこで止めても綺麗で安定感がある」と評価している。

### 三木零
「鼓動」オーディションに合格し加入。
上述の「ヒロインズ全メンバーが選ぶヒロインズランキング」では「一番歌が神だと思う人」で第5位にランクインした。

### 夜宵やむ
元悲撃のヒロイン症候群。2021年4月の同グループ解散以降、一時ソロでライブ活動を行なっていた。
「鼓動」プロジェクト始動にあたってはHEROINESプロデューサーUyaと共に新グループを立ち上げる中核の立場となり、オーディションではファーストメンバー（First Member）としてプロモーション映像のアイコンを務めた。
グループコンセプト・楽曲・衣装・販売グッズ等のクリエイティブ制作面において、監修やプロデュースの立場から携わっている。

## 楽曲一覧
個別の出典がないものはApple Musicを参照。
| 曲名                   | 作曲                           | 編曲                           | 作詞                           | 振付     | 備考 |
| ---------------------- | ------------------------------ | ------------------------------ | ------------------------------ | -------- | --- |
| 歪世界                 | アキバケイタ、磯野涼           | アキバケイタ、磯野涼           | アキバケイタ、磯野涼           | Miku     | デビュー前にPerformance VideoがYouTubeで公開された。                                                                             |
| Maddest Love           | 早川博隆、Tsubasa              | 早川博隆、Tsubasa              | 大山恭子                       | Miku     | デビュー前にDance Practiceが公開された。                                                                                         |
| Liar Dinner            | 青田圭、内田ましろ             | 青田圭                         | 内田ましろ                     | 響羽リズ | デビューライブのライブ映像が公開されている。                                                                                     |
| White Lady             | 芝山武憲                       | 芝山武憲                       | 芝山武憲                       | 響羽リズ | |
| ドッペルヘイター       | 青柳諒                         | 青柳諒                         | 青柳諒                         |          | |
| Blood Lust             | 芝山武憲                       | 芝山武憲                       | 芝山武憲                       | 響羽リズ | ライブ映像が公開されている。 |
| 蝙蝠                   | ふじそば、テボ実験室、雨季美咲 | ふじそば、テボ実験室、雨季美咲 | ふじそば、テボ実験室、雨季美咲 | Miku     | 2023年のエイプリルフール企画と連動してDance Practiceが公開された。                                                               |
| メランコリックワールド | かわひろ                       | かわひろ                       | はせしょ                       |          | |
| Malum                  | 芝山武憲                       | 芝山武憲                       | 笹岡水樹                       | 響羽リズ | デビュー1周年記念ワンマン『Malum』のタイトル曲であり、同公演でお披露目。                                                         |
| Evil Gloria            | 早川博隆、Tsubasa              | 早川博隆、Tsubasa、Belex       | 大山恭子                       | Miku     | デビュー1周年記念ワンマン『Malum』でお披露目。                                                                                   |
| giving                 | syosyosyosyosyo                | syosyosyosyosyo                | シュカニーナ                   | Miku     | LIVE MVが公開されている。 |
| Mariage                | AMAMOGU、大関隆志              | 大関隆志                       | AMAMOGU                        | Miku     | 『MARIAGE』ツアータイトル曲であり、初日大阪公演でお披露目。 グループ初となるMVが制作された。 『HEROINES ALBUM 2025』全形態収録。 |
| Break it now           | 未公表                         | 未公表                         | 未公表                         | Miku     | 『MARIAGE』ツアー名古屋公演でお披露目。                                                                                          |
| Blah Blah Blah         | 未公表                         | 未公表                         | 未公表                         | Miku     | 『MARIAGE』ツアー東京公演でお披露目。                                                                                            |
| アンチディストピア     | TOTEM HIM'S                    | TOTEM HIM'S                    | AMAMOGU                        |          | 『HEROINES ALBUM 2025』 AdamLilith ver.収録。                                                                                    |

## ディスコグラフィ
個別の出典がないものはApple Musicを参照。

## ライブ
個別の出典がないものはグループ公式Xを参照。

### 単独公演
| 公演名         | 開催日         | 会場                | 備考           |
| -------------- | -------------- | ------------------- | -------------- |
| PRIMORDIAL DAY | 2022年10月25日 | 東京・Veats Shibuya | デビューライブ |

#### 『愛餐』
各メンバープロデュースによる定期単独公演シリーズ。
タイトルの「愛餐」はキリスト教における「神の愛」を意味する語である。
| No.   | 内容                     | 開催日        | 会場                 |
| ----- | ------------------------ | ------------- | -------------------- |
| vol.1 | 響羽リズプロデュース公演 | 2024年6月24日 | 東京・SHIBUYA DIVE   |
| vol.2 | 三木零プロデュース公演   | 2024年7月18日 | 東京・SHIBUYA DIVE   |
| vol.3 | 都ユナプロデュース公演   | 2024年8月9日  | 東京・SHIBUYA VIDENT |
| vol.4 | 夜宵やむプロデュース公演 | 2024年9月11日 | 東京・SHIBUYA DIVE   |

#### 生誕祭
各メンバーの誕生日に時期を合わせて開催される単独公演。メンバー全員の誕生日が9月から12月に集中しており、例年ちょうど月1回ペースの開催となっている。
生誕メンバーのソロ歌唱やゲストとのユニット、AdamLilith内での2人ユニット、3人ユニットによるパフォーマンスなどが披露される。
| メンバー | 公演名                             | 開催日         | 会場                 | ゲスト              |
| -------- | ---------------------------------- | -------------- | -------------------- | ------------------- |
| 響羽リズ | 残響戦士焔姫                       | 2023年9月26日  | 東京・SHIBUYA VIDENT | BLK LiLiY           |
| 響羽リズ | 焔歌の宴～bad eating～             | 2024年9月30日  | 東京・Veats Shibuya  | 天鬼桃歌、BLK LiLiY |
| 三木零   | My Own Fairytale                   | 2023年10月26日 | 東京・SHIBUYA VIDENT | -                   |
| 三木零   | My Own Fairytale                   | 2024年10月25日 | 東京・SHIBUYA VIDENT | -                   |
| 都ユナ   | Vision XIX                         | 2023年11月16日 | 東京・SHIBUYA VIDENT | -                   |
| 都ユナ   | Eclosion                           | 2024年11月15日 | 東京・SHIBUYA VIDENT | -                   |
| 夜宵やむ | Desire to Monopolize               | 2023年2月8日   | 東京・Veats Shibuya  | -                   |
| 夜宵やむ | 偏愛地獄〜partiality of the hell〜 | 2023年12月21日 | 東京・Veats Shibuya  | -                   |
| 夜宵やむ | under the rose                     | 2024年12月20日 | 東京・Veats Shibuya  | -                   |

### 主催対バン

#### 『EDEN』
不定期に開催している主催対バンライブシリーズ。タイトルは旧約聖書のエデンの園から取られている。
| No.    | 開催日         | 会場                | ゲスト | 備考                                                              |
| ------ | -------------- | ------------------- | --- | ----------------------------------------------------------------- |
| vol.1  | 2023年2月25日  | 東京・Veats Shibuya | - i-COL - NightOwl - 月に足跡を残した6人の少女達は一体何を見たのか…                                        |                                                                   |
| vol.2  | 2024年6月30日  | 東京・Veats Shibuya | - hakanai - ポンコツコンポ - ベロティカ - クララ・マグラ - ガガピエロ - AZATOY - マーキュロ - MAD MEDiCiNE |                                                                   |
| 番外編 | 2024年12月22日 | 東京・Veats Shibuya | - MAD MEDiCiNE - LADYBABY - TENRIN - 椎名ひかり                                                            | 〜yamu birthday〜と題された番外編で、夜宵やむの誕生日当日に開催。 |

### その他のライブ

#### THOR'S HAMMER
HEROINES所属グループのうち、ロック系統のグループを集め、各組40分バンドセット・事前タイムテーブル非公開という形式で行われる対バンイベント。
2024年12月現在までに2回開催されており、AdamLilithは2nd公演からの参加。自身初となるバンドセットでのライブを披露した。
| No. | 開催日       | 会場                    | 出演                                                          | 備考          |
| --- | ------------ | ----------------------- | ------------------------------------------------------------- | ------------- |
| 2nd | 2024年9月4日 | 神奈川・川崎CLUB CITTA' | - AdamLilith - LADYBABY - ガガピエロ - TENRIN - GILTY × GILTY | バンド：GEEKS |

## 参加作品
- 『HEROINES ALBUM 2025』

HEROINES全グループによるメジャー流通コンピレーションアルバム。2025年2月1日発売。AdamLilithから代表曲として『Mariage』が全18形態に収録。ここまで
「AdamLilith ver.」はイラストレーター万年喪服によるAdamLilithの描き下ろしジャケットで、初音源化となる『アンチディストピア』が収録されている。

## タイアップ
- 『Mariage』 - テレビ朝日『私が愛した地獄』2024年12月度エンディングテーマ[90]